# Delta (Mumford & Sons)
Delta is het vierde studioalbum van de Britse folkrockband Mumford & Sons. De band speelt op dit album diverse muziekstijlen, waarbij ze experimenten niet uit de weg gaan.
Mumford & Sons werd opgericht in 2007 in Londen. De band bracht in 2009 het eerste album Sigh No More uit, in 2012 gevolgd door Babel. Op deze beide albums speelde de band vooral folkrock met banjo en mandoline. Op het derde album Wilder Mind werd meer rock gespeeld en werden de banjo en mandoline ingewisseld voor elektrische gitaren.
Op dit nieuwe album Delta staat een mengeling van hun oorspronkelijke folkmuziek en rock, waarbij zowel gebruik wordt gemaakt van banjo en mandoline als elektrische gitaren. Rose of Sharon heeft Afrikaanse invloeden. Darkness visible begint met vreemde orkestrale muziek, waar iemand doorheen praat. Halverwege gaat het over in een instrumentaal stuk dat eindigt in een kakofonie. Slotnummer en titeltrack Delta lijkt nog het meest op de oorspronkelijke muziek van Mumford & Sons. Het begint traag en gaat steeds meer over in snelle, opzwepende muziek.
Alle nummers op dit album zijn geschreven door de bandleden.

## Tracklist
1. 42 – duur 4:01
2. Guiding light – duur 3:38
3. Woman – duur: 4:35
4. Beloved – duur: 4:25
5. The wild – duur: 5:32
6. October skies – duur: 3:44
7. Slip away – duur: 4:55
8. Rose of Sharon – duur: 3:24
9. Picture you – duur: 4:03
10. Darkness visible – duur: 3:11
11. If I say – duur: 4:30
12. Wild heart – duur: 5:05
13. Forever – duur: 4:37
14. Delta – duur: 6:16

## Muzikanten
De band bestaat uit:
- Marcus Mumford: leadzanger, gitaar, drums, mandoline
- Winston Marshall: zang, banjo, dobro, bas
- Ben Lovett: zang, keyboard, accordeon
- Ted Dwane: zang, contrabas, bas, drums

## Album
Het album werd uitgebracht op 16 november 2018. Het is geproduceerd door Paul Epworth, die onder meer ook albums heeft geproduceerd van Bloc Party, Kate Nash, Florence & the Machine, Bruno Mars en Adele. De opnamen hebben plaatsgevonden in de Church Studios, een voormelige kerk in Crouch Hill in Noord-Londen. De studio is eigendom van producer Paul Epworth en is eerder in het bezit geweest van Dave Stewart (Eurythmics) en de Britse singer-songwriter David Grey.
Er zijn twee singles verschenen van dit album: Guiding light en If I say. Guiding light heeft in Groot-Brittannië een vijfde plaats in de hitlijsten bereikt en in Zwitserland plek 86. In Nederland en België kwam deze plaat in de tipparade. If I say kwam in België in de tipparade.
Recensenten zijn niet onverdeeld positief over dit album. De Amerikaanse website AllMusic geeft dit album twee en een halve ster, op een maximaal van vijf. Het Nederlandse maandblad Lust for Life geeft het album drie sterren.
Het album behaalde de hitparade in een groot aantal landen. In Nederland, Zweden en Verenigde Staten kwam de plaat nieuw binnen op de eerste plaats.
(Dit zijn voorlopige cijfers; het album staat ten tijde van aanmaak van de tabel nog in de albumlijsten)
| Land                | Piek |
| ------------------- | ---- |
| Nederland           | 1    |
| Zweden              | 1    |
| Verenigde Staten    | 1    |
| Groot-Brittannië    | 2    |
| Zwitserland         | 2    |
| België (Vlaanderen) | 3    |
| Duitsland           | 3    |
| Oostenrijk          | 3    |
| Nieuw-Zeeland       | 4    |
| Australië           | 5    |
| Noorwegen           | 6    |
| Spanje              | 17   |
| Italië              | 18   |
| Finland             | 21   |
| Denemarken          | 28   |
| België (Wallonië)   | 30   |
| Portugal            | 44   |